# Double Visage

Double Visage (Double Cross) est un téléfilm canadien réalisé par George Erschbamer et diffusé aux États-Unis le 6 mars 2006 sur Lifetime.

## Synopsis
Kathy et son mari, Dean, sont associés dans une agence de publicité. Depuis de longues années, elle est amie avec Sheryl, dont le mari, James, est un homme d'affaires. Sheryl se plaint des infidélités de son conjoint. Lorsque celui-ci lui demande le divorce, elle est désespérée. De son côté, Kathy est persuadée que Dean la trompe. Après un déjeuner arrosé, les deux femmes inventent un scénario dans lequel elles se débarrasseraient de leurs maris respectifs…

## Fiche technique
- Titre original : Double Cross
- Réalisation : George Erschbamer
- Scénario : Jeffrey Barmash, Barbara Fixx et George Erschbamer
- Société de production : Insight Films
- Durée : 89 minutes
- Pays :  Canada

## Distribution
- Yancy Butler (VF : Anne Canovas) : Kathy Swanson
- Bruce Boxleitner (VF : Hervé Bellon) : James
- Laura Soltis (VF : Barbara Delsol) : Sheryl
- William deVry (en) : Dean Swanson
- Lucia Walters : Inspectrice Miller
- Barbara Niven (VF : Françoise Cadol) : Suzanne Debson
- Doug Abrahams : Inspecteur Kroning
- Dean Aylesworth : Policier #1
- Charisse Baker : Bonnie
- Agam Darshi : Lorraine
- Samantha Fox : Voix féminine
- Jano Frandsen : Docteur Klein
- Suzanne Serwatuk : Réceptionniste de l'hôtel (voix)

Sources VF : Carton de doublage TMC